# Мамедалиев, Асад Ибрагим оглы
Асад Ибрагим оглы Мамедалиев (азерб. Əsəd İbrahim oğlu Məmmədəliyev; 1922 — ?) — советский азербайджанский металлург, Герой Социалистического Труда (1966).

## Биография
Родился в 1922 году.
Работал бригадиром электролизников Сумгаитского алюминиевого завода. Проявил себя на работе опытным рабочим и умелым руководителем. Достиг высоких результатов при выполнении семилетнего плана по развитию цветной металлургии, постоянно перевыполняя сменные задания и при этом выполняя экономию электричества. Только в 1961 году бригада под руководством Мамедалиева сэкономила государству 645 тысяч киловатт-часов электроэнергии. 
Указом Президиума Верховного Совета СССР от 20 мая 1966 года за выдающиеся успехи, достигнутые в развитии цветной металлургии Мамедалиеву Асаду Ибрагим оглы присвоено звание Героя Социалистического Труда с вручением ордена Ленина и золотой медали «Серп и Молот».
Проживал в городе Сумгаит.